# Epinnula magistralis
Epinnula magistralis är en fiskart som beskrevs av Poey, 1854. Epinnula magistralis ingår i släktet Epinnula och familjen havsgäddefiskar. Inga underarter finns listade i Catalogue of Life.